# Qonyrat
Qonyrat (kasachisch Қонырат; russisch Конырат, älter Коунрад) ist eine Siedlung im Gebiet Qaraghandy in Kasachstan. Der Ort mit 3103 Einwohnern ist administrativ der Stadt Balqasch unterstellt.

## Geschichte
Die Siedlung wurde am 1. Oktober 1931 gegründet.

## Wirtschaft
In der näheren Umgebung wird Kupfer für Balchaschzwetmet gefördert. In Qonyrat arbeitete das spätere Vollmitglied im Politbüro der Kommunistischen Partei der Sowjetunion (KPdSU) Dinmuhamed Kunajew als Ingenieur in einem Bergbaubetrieb.